# Equipo de Copa Davis de Uruguay

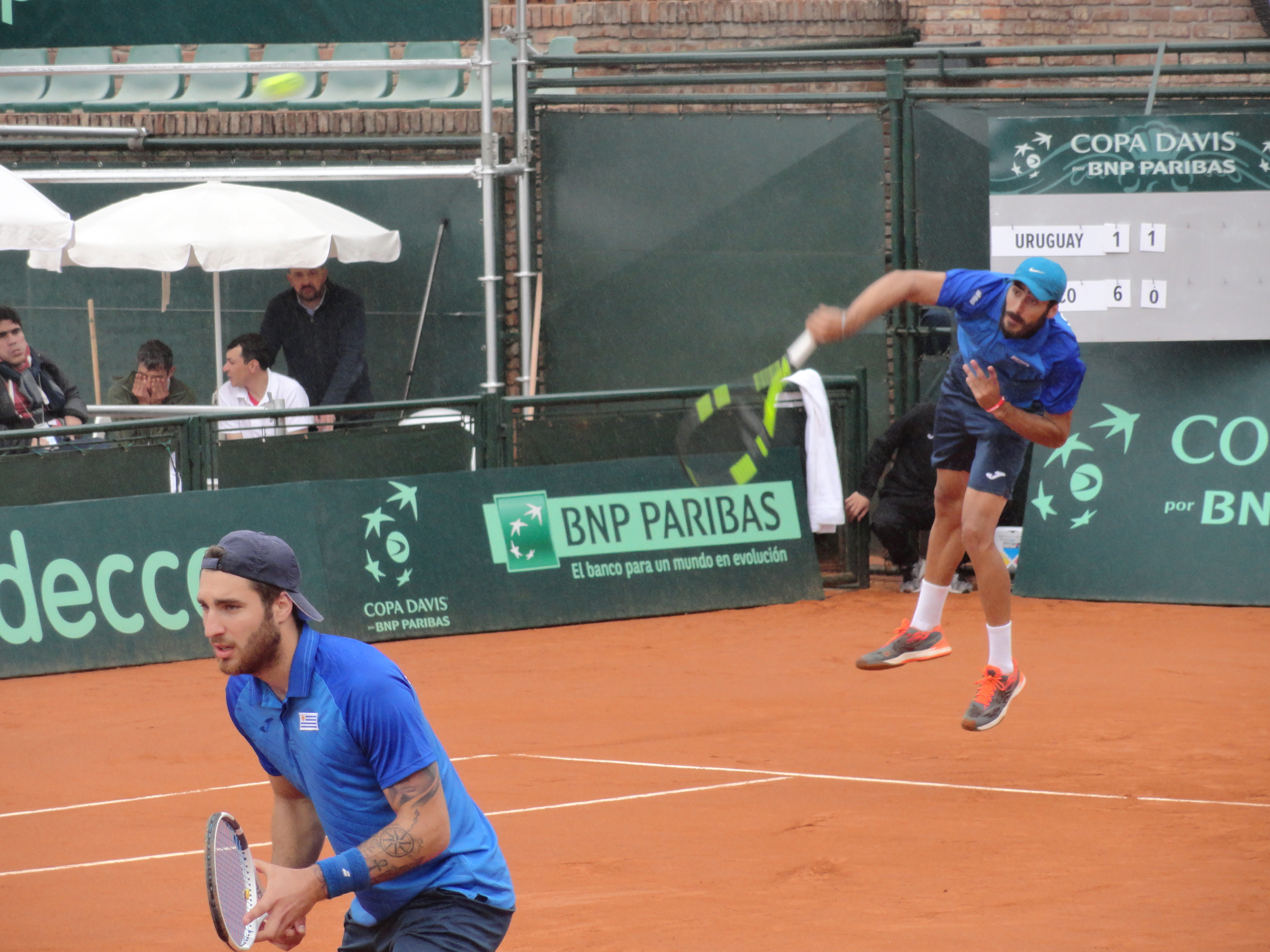
Rodrigo Arús y Nicolás Xiviller en la Copa Davis 2018

El Equipo de Copa Davis de Uruguay representa a la República Oriental del Uruguay en la competición internacional de tenis conocida como la Copa Davis. Su organización está a cargo de la Asociación Uruguaya de Tenis.

## Historia
Uruguay participó por primera vez en la competición en 1931. Sus más destacadas actuaciones fueron en los años 1990, 1992 y 1994, cuando alcanzó la fase de play-offs por el ascenso al grupo mundial. Uruguay nunca ha podido disputar una serie en el grupo mundial y, desde la creación del nuevo formato de la competición, ha militado en los grupos I, II y III de la zona americana.

### 2012
En el año 2012 Uruguay participó en el Grupo I de la Zona Americana. En la primera ronda se enfrentó al Equipo de Copa Davis de Perú en el mes de febrero, en condición de local. Uruguay fue superior y derrotaron a los peruanos con un resultado global de 3-1. En la primera jornada, Martín Cuevas derrotó a Duilio Beretta y Marcel Felder a Mauricio Echazú. Al día siguiente se acortaron las diferencias ya que la dupla peruana formada por Beretta y Sergio Galdós derrotaron a Martín Cuevas/Marcel Felder. El último día de competición, Felder abrochó la serie derrotando a Duilio Beretta en cuatro sets por lo que no hubo necesidad de disputar el quinto encuentro.
Con la ilusión de avanzar a la repesca del grupo mundial se enfrentó al Equipo de Copa Davis de Chile otra vez como local en el mes de abril. El equipo uruguayo no pudo sortear esta fase y cayó derrotado por 1-3 en la serie. Comenzó con victoria de Felder sobre Jorge Aguilar pero a continuación se sucedieron tres derrotas consecutivas (Martín Cuevas pierde ante Paul Capdeville, en dobles Behar/Felder perdieron ante Aguilar/Capdeville y Felder pierde ante Capdeville).

### 2013
En el año 2013 Uruguay participó en el Grupo I de la Zona Americana. En la primera ronda enfrentó al Equipo de Copa Davis de la República Dominicana en el mes de febrero en condición de local. Con gran actuación de Marcel Felder, Uruguay se impuso a los dominicanos con un global de 3-1. En las tres victorias estuvo implicado Felder, sus dos partidos de individuales ante Roberto Cid y José Hernández y en dobles junto a Ariel Behar. Martín Cuevas perdió su partido de individuales ante Hernández y el último partido entre Martín Cuevas y José Hernández no se disputó ya que la serie estaba cerrada.
Con la ilusión nuevamente de avanzar a la repesca del grupo mundial se enfrentó al Equipo de Copa Davis de Colombia como visitante en el mes de abril. El equipo uruguayo cayó aplastado por su par colombiano con un global de 5-0. Luego de ir 0-3 tras las derrotas en individuales de Felder a manos de Santiago Giraldo y de Behar a manos de Alejandro Falla y en dobles, se reservaron los tenistas mejor clasificados y se dio la oportunidad de debutar en esta competición a Rodrigo Senattore y Santiago Maresca que sufrieron sendas derrotas.

### 2014
Este año Uruguay volvió a participar en el Grupo I de la Zona Americana. En la primera ronda debió enfrentar al Equipo de Copa Davis de la República Dominicana, como visitantes y con las ausencias de Pablo Cuevas y de Marcel Felder que se retiró del profesionalismo. Los dominicanos confirmaron su favoritismo y derrotaron a los uruguayos por 4-0. En la primera jornada, José Hernández derrotó a Martín Cuevas y Víctor Estrella hizo lo mismo con Behar. Al otro día el partido de dobles también fue victoria para los dominicanos. Para la estadística José Olivares derrotó a Rodrigo Senattore en el cuarto encuentro. No se disputó el último partido entre William Kirkman y Santiago Maresca.
En el mes de setiembre se enfrentó ante el Equipo de Copa Davis de Venezuela en el play-off para definir que equipo descendería al grupo II para la Copa Davis 2015. La serie se disputó en Caracas. En el primer día de disputa, Uruguay ya se encontró con una ventaja de 2-0, gracias a las sendas victorias de los hermanos Pablo y Martín Cuevas ante Jesús Bandres y Ricardo Rodríguez respectivamente. Esta fue la primera victoria de Martín en esta competición. Al día siguiente, en el enfrentamiento de dobles, los hermanos Cuevas fueron victoriosos nuevamente y derrotaron a Luis David Martínez y Roberto Maytín para sellar la serie a favor en 3-0. Ya con la permanencia en el Grupo I asegurada para los visitantes, en la última jornada Uruguay y Venezuela dividieron puntos en el Centro Nacional de Tenis, dejando el marcador final 4-1 a favor del equipo celeste. A primera hora se enfrentaron el número uno local, Ricardo Rodríguez y Ariel Behar, quien suplantó a Pablo Cuevas. El partido apenas duró 14 minutos ya que el uruguayo se lesionó, teniendo que abandonar el partido. El venezolano dominaba el primer set 2-1, cuando decidieron suspender el compromiso por la precaria salud del jugador charrúa. Luego, el escaso público asistente esperaba la victoria del número dos local, Jesús Bandres, frente a Rodrigo Senattore. El primer set fue para el venezolano, pero en el segundo Senattore le rompió el servicio y el venezolano se desconcentró. Tras levantar un 5-3 y poner las cosas 5-5, se cayó en su saque y después dejó escapar lo que pudo haber sido la segunda victoria de Venezuela en  la serie. Fue la primera victoria de Rodrigo Senattore en Copa Davis.

### 2015
Debido al ascenso de Brasil, Uruguay accedió directamente a la segunda ronda del Grupo I de la Zona Americana. En marzo se enfrentó al Equipo de Copa Davis de Colombia y cayó derrotado con un 2-3 global. En la primera jornada de la serie Pablo Cuevas cayó derrotado ante Alejandro González y en el segundo turno Martín Cuevas también sufrió derrota ante Santiago Giraldo. El día posterior en la jornada del dobles, los hermanos Martín y Pablo Cuevas consiguieron una victoria ante la pareja Robert Farah y Juan Sebastián Cabal. Finalmente en la última jornada de la serie, a primera hora fue victoria de Pablo Cuevas ante Giraldo empatando la serie transitoriamente 2-2 y en el quinto y definitivo encuentro Martín "Bebu" Cuevas cayó derrotado ante González.

## Plantel actual
Actualizado 4 de enero de 2025
| Jugador                  |
| ------------------------ |
| Ariel Behar              |
| Franco Roncadelli        |
| Ignacio Carou            |
| Joaquín Aguilar Cardozo  |
| Federico Aguilar Cardozo |

## Estadísticas
Actualización 9 de abril de 2018
| Tenista           | Series jugadas | Partidos jugados | Individuales | Individuales | Dobles | Dobles | Total | Total | Total |
| Tenista           | Series jugadas | Partidos jugados | G            | P            | G      | P      | G     | P     | % G   |
| ----------------- | -------------- | ---------------- | ------------ | ------------ | ------ | ------ | ----- | ----- | ----- |
| Marcelo Filippini | 33             | 78               | 31           | 22           | 11     | 14     | 42    | 36    | 53,8% |
| Diego Pérez       | 32             | 83               | 31           | 23           | 8      | 21     | 39    | 44    | 47,0% |
| Marcel Felder     | 28             | 60               | 23           | 14           | 13     | 10     | 36    | 24    | 60%   |
| Pablo Cuevas      | 19             | 46               | 24           | 6            | 12     | 4      | 36    | 10    | 78.2% |
| Federico Dondo    | 23             | 47               | 19           | 19           | 5      | 4      | 24    | 23    | 51,1% |
| José Luis Damiani | 15             | 38               | 12           | 11           | 3      | 12     | 15    | 23    | 39,5% |